# Bukhansansong
Bukhansansong (korejsko 북한산성; handža: 北漢山城) je korejska trdnjava iz obdobja Čoson v narodnem parku Bukhansan v Južni Koreji. Sedanja trdnjava je bila dokončana leta 1711, čeprav načrti za gradnjo segajo v leto 1659. Ime je dano tudi trdnjavi, omenjeni v sagi Samguk, ki jo je leta 132 n. št. zgradil Gaeru iz Pekčeja, in obe se pogosto enačita, čeprav je domnevna povezava sporna.
Sodobni Bukhansansong je bil zgrajen za zaščito pristopa do Seula in zapolnitev vrzeli v korejski obrambi, ki je postala očitna med drugo invazijo Mandžurcev leta 1636 in prejšnjo vojno Imdžin. Bukhansansong je bil uporabljen kot kraljevo zatočišče v nujnih primerih in vsebuje 120 prostorov.

## Zgodovina

### Obdobje treh kraljestev Koreje
Prvič jo je leta 132 n. št. zgradil Geru iz kraljestva Pekče. V obdobju Pekče je bila ta trdnjava uporabljena za obrambo prestolnice, ko je Pekče ustanovil svojo prestolnico v trdnjavi Virjesong v Hanamu.

### Obdobje Čoson
Sedanjo trdnjavo Bukhansansong je leta 1711 n. št. zgradil kralj Sukdžong Čoson. Po japonskih invazijah na Korejo (1592–1598) in drugi mandžurski invaziji na Korejo (1636) je na kraljevem dvoru izbruhnila burna razprava o gradnji trdnjave, ki bi lahko zaščitila kraljestvo pred zunanjimi grožnjami. Čeprav se je razprava o gradnji nove trdnjave začela leta 1451 n. št. v času kralja Mundžonga Čosona, se je dejanska gradnja trdnjave Bukhansansong začela 3. aprila 1711 v 37. letu kralja Sukdžonga Čosona. Gradnja trdnjave Bukhansansong je bila relativno hitrejša od obdobja razprav in načrtovanja. 12,7 km zunanjega obzidja trdnjave je bilo zgrajenih v samo 6 mesecih (oktobra 1711). Heng-gung (행궁, začasna palača) je bila zgrajen maja 1712, Džongsongmun (중성문), ki je bil zgrajen za zaščito notranje trdnjave in pomembnih objektov, kot sta Henggung ali džung-heung-sa (중흥사), pa je bil dokončan leta 1714.

## Zgradba
Skupna dolžina trdnjave Bukhansansong je 12,7 km, skupna površina trdnjave pa 6,2 km2. Imela je 6 velikih vrat, 8 tajnih vrat, 2 vodnih vrat in 143 songrangov (성랑, stražarskih postojank).
Trdnjava Bukhansansong ima tudi eno začasno palačo, tri Džangde (장대, poveljniško mesto) in tri Jujung (유영, vojaški tabor) za obrambne namene. V trdnjavi Bukhansansong so bile nameščene tri različne enote, imenovane Samgunmun (Hunrjongdogam, Geumweijung in Eojungčong). Nameščene so bile na treh različnih lokacijah znotraj trdnjave Bukhansansong, glavna odgovornost teh enot pa je bila varovanje trdnjave.
Znotraj obzidja trdnjave Bukhansansong je bilo za budistične menihe vojake zgrajenih tudi 13 budističnih templjev. Danes je ohranjenih le še 6 budističnih templjev, vendar so vsi izgubljeni templji označeni kot zgodovinska najdišča.
Poleg tega je bilo pod nadzorom trdnjave Bukhansansong 7 orožarn, 99 vodnjakov in 22 majhnih rezervoarjev.